# Libythea pygmaea
Libythea pygmaea är en fjärilsart som beskrevs av Franz Dannehl 1927. Libythea pygmaea ingår i släktet Libythea och familjen praktfjärilar. Inga underarter finns listade i Catalogue of Life.